# La tragèdia electrònica
La tragèdia electrònica, també conegut en anglès com The E-Waste Tragedy, és un documental de 2014 escrit i dirigit per Cosima Dannoritzer que versa sobre el comerç i reciclatge il·legal de residus electrònics. És considerat una seqüela de Comprar, llençar, comprar, un documental previ de l'autora que va assolir gran ressò.
El documental comença reprenent el fil de comprar, llençar, comprar, intentant aclarir quin és el destí dels residus electrònics provocats per l'obsolescència programada. La tragèdia electrònica afirma que dels 50 milions de tones de residus electrònics (ordinadors, televisions, electrodomèstics, telèfons mòbils, etc.) generats anualment als països desenvolupats, fins a un 75% acaba fora dels circuits oficials, ja sigui per robatori en les deixalleries o per corrupció. El seu destí final acostuma a ser abocadors africans o asiàtics, on els residus són reciclats amb mètodes precaris que acaben emmalaltint les persones i contaminant el medi ambient. Rodat a Ghana, Espanya, Regne Unit, Xina i Estats Units, el documental és el resultat de les investigacions de diversos activistes de diferents països i dels autors de l'obra, i denuncia l'entramat mafiós i la passivitat de les administracions davant d'aquest greu problema ambiental i social.
La tragèdia electrònica guanyà el Prix Italia d'or 2014 a la millor coproducció internacional, l'International Documentary Award del festival Planeta.Doc (Brasil, 2015), així com mencions del jurat en els festivals de Festiver (Colòmbia, 2014) i Filmabmiente (Brazil, 2015).